# Medalla d'Or Robert Capa
La Medalla d'Or Robert Capa és un guardó per als "millors reportatges fotogràfics publicats que requereixen un coratge i una empenta excepcional". Els guardons es lliuren cada any a l'Overseas Press Club d'Amèrica (OPC). Es creà en honor del fotògraf de guerra Robert Capa. El primer guardó fou lliurat el 1955 a Howard Sochurek.

## Guanyadors[3]
| Any  | Receptor                                            | Motiu                                                                 | Organització                            |
| ---- | --------------------------------------------------- | --------------------------------------------------------------------- | --------------------------------------- |
| 1955 | Howard Sochurek                                     | Guerra del Vietnam                                                    | Agència Magnum per Life                 |
| 1956 | John Sadovy                                         | Revolució hongaresa de 1956                                           | Life                                    |
| 1958 | Paul Bruck                                          | Coverage of Lebanon                                                   | CBS News                                |
| 1959 | Mario Biasetti                                      | Nicaragua                                                             | CBS News                                |
| 1960 | Yung Su Kwon                                        | Coverage of Japanese riots at the time of James Hagerty's arrival     | NBC News                                |
| 1962 | Peter Dehmel i Klaus Dehmel                         | "The Tunnel"                                                          | NBC News                                |
| 1963 | Larry Burrows                                       | Color photographs of Vietnam War                                      | Life                                    |
| 1964 | Horst Faas                                          | Coverage of Vietnam                                                   | Associated Press                        |
| 1965 | Larry Burrows                                       | "With a Brave Crew on a Deadly Flight"                                | Life                                    |
| 1966 | Henri Huet                                          | Vietnam                                                               | Associated Press                        |
| 1967 | David Douglas Duncan                                | Vietnam                                                               | Life i ABC News                         |
| 1968 | John Olson                                          | "The Battle That Regained and Ruined Huế"                             | Life                                    |
| 1969 | Fotògraf txec (Later revealed to be Josef Koudelka) | "A Death to Remember"                                                 | Look                                    |
| 1970 | Kyoichi Sawada                                      | Vietnam                                                               | United Press International              |
| 1971 | Larry Burrows                                       | Vietnam                                                               | Life                                    |
| 1972 | Clive Limpkin                                       | "Battle of Bogside"                                                   | Penguin Books                           |
| 1973 | David Burnett, Raymond Depardon, Chas Gerretsen     | "Xile"                                                                | Agència Gamma                           |
| 1974 | W. Eugene Smith                                     | Minamata                                                              | Camera 35                               |
| 1975 | Dirck Halstead                                      | Coverage of Vietnam                                                   | Time                                    |
| 1976 | Catherine Leroy                                     | Coverage of street fighting in Beirut.                                | Gamma per Time                          |
| 1977 | Eddie Adams                                         | "The Boat of No Smiles" (reporting on the Vietnamese boat people)     | Associated Press                        |
| 1978 | Susan Meiselas                                      | Nicaragua                                                             | Time                                    |
| 1979 | Kaveh Golestan                                      | Revolució islàmica                                                    | Time                                    |
| 1980 | Steve McCurry                                       | Guerra afganosoviètica                                                | Time                                    |
| 1981 | Rudi Frey                                           | Solidarność                                                           | Time                                    |
| 1982 | Harry Mattison                                      | El Salvador                                                           | Time                                    |
| 1983 | James Nachtwey                                      | Guerra Civil libanesa                                                 | Time                                    |
| 1984 | James Nachtwey                                      | "Photos of El Salvador"                                               | Agència Black Star per Time             |
| 1985 | Peter Magubane                                      | "Cry for Justice: Cry for Peace"                                      | Time                                    |
| 1986 | James Nachtwey                                      | "Island at War"                                                       | Time/GEO (Edició Alemanya)              |
| 1987 | Janet Knott                                         | "Democracy: What Price?"                                              | Boston Globe                            |
| 1988 | Chris Steele-Perkins                                | "Graveside Terror"                                                    | Magnum per Time                         |
| 1989 | David Turnley                                       | "Revolutions in China and Romania"                                    | Black Star per The Detroit Free Press   |
| 1990 | Bruce Haley                                         | Conflicte armat birmà                                                 | Black Star per U.S. News & World Report |
| 1991 | Christopher Morris                                  | Matança de Vukovar                                                    | Black Star per Time                     |
| 1992 | Luc Delahaye                                        | "Sarajevo: Life in the War Zone"                                      | Sipa Press                              |
| 1993 | Paul Watson                                         | "Mogadishu"                                                           | The Toronto Star                        |
| 1994 | James Nachtwey                                      | "Election Violence for South Africa"                                  | Magnum per Time                         |
| 1995 | Anthony Suau                                        | "Grozny: Russia's Nightmare"                                          | Time                                    |
| 1996 | Corinne Dufka                                       | "Liberia: From a Dead Man's Wallet"                                   | Reuters                                 |
| 1997 | Horst Faas/Tim Page                                 | "Requiem: By the Photographers Who Died in Vietnam and Indochina"     | Random House                            |
| 1998 | James Nachtwey                                      | "Indonesia: Descent into Madness"                                     | Magnum per Time                         |
| 1999 | John Stanmeyer                                      | "The Killing of Bernardino Guterres in Dili, East Timor"              | Saba per Time                           |
| 2000 | Chris Anderson                                      | "Desperate Passage"                                                   | Aurora per The New York Times Magazine  |
| 2001 | Luc Delahaye                                        | "Afganistan"                                                          | Magnum per Newsweek                     |
| 2002 | Carolyn Cole                                        | "Church of the Nativity: In the Center of the Siege"                  | The Los Angeles Times                   |
| 2003 | Carolyn Cole                                        | "Covering Conflict: Iraq and Liberia"                                 | The Los Angeles Times                   |
| 2004 | Ashley Gilbertson                                   | "The Battle for Fallujah"                                             | Aurora per The New York Times           |
| 2005 | Chris Hondros                                       | "One Night In Tal Afar"                                               | Getty Images                            |
| 2006 | Paolo Pellegrin                                     | "True Pain: Israel & Hizbullah"                                       | Magnum                                  |
| 2007 | John Moore                                          | "The Assassination of Benazir Bhutto"                                 | Getty Images                            |
| 2008 | Shaul Schwarz                                       | "Violence in Kenya following the December 2007 presidential election" | Getty Images                            |
| 2009 | Khalil Hamra                                        | "War in Gaza"                                                         | Associated Press                        |
| 2010 | Agnes Dherbeys                                      | Violence Erupts in Thailand                                           | The New York Times                      |
| 2011 | André Liohn                                         | "Almost Dawn in Libya" coverage of the 2011 Libyan Civil War          | Prospekt, EPA per Newsweek - CICR       |
| 2012 | Fabio Bucciarelli                                   | Battle to Death                                                       | AFP                                     |
| 2013 | Tyler Hicks                                         | Attack on a Kenyan Mall                                               | The New York Times                      |
| 2014 | Marcus Bleasdale                                    | "Inferno: Central African Republic"                                   | Human Rights Watch, National Geographic |
| 2015 | Bassam Khabieh                                      | "Field Hospital Damascus"                                             | Reuters                                 |
| 2016 | Bryan Denton Sergey Ponomarev                       | "What ISIS Wrought"                                                   | The New York Times                      |
| 2017 | Carol Guzy                                          | "Scars Of Mosul: The Legacy of ISIS"                                  | Zuma Press                              |